# Vincent Jay
Vincent Jay (* 18. Mai 1985 in Saint-Martin-de-Belleville) ist ein ehemaliger französischer Biathlet und Olympiasieger im Biathlon.
Vincent Jay betrieb Biathlon seit 1999 und wurde von Christian Dumont, Siegfried Mazet und Stéphane Bouthiaux trainiert. Er begann seine internationale Karriere 2002 bei Junioren-Weltcup-Rennen. 2004 startete er in Haute-Maurienne erstmals bei einer Junioren-Weltmeisterschaft und belegte als beste Platzierung einen siebten Rang im Einzel. Nach schwächeren Ergebnissen im folgenden Jahr in Kontiolahti konnte Jay 2006 in Presque Isle als Schlussläufer mit der Staffel die Goldmedaille gewinnen, sowie Silber im Sprintrennen. Bei der Junioren-Europameisterschaft im gleichen Jahr in Langdorf gewann er wiederum Silber im Sprint sowie Bronze in der Verfolgung und mit der Staffel.
Sein Debüt im Biathlon-Weltcup gab Jay bei der letzten Weltcupstation der Saison 2005/06 am Holmenkollen in Oslo. Hier wurde er 65. im Sprint. 2006/07 startete er in fünf Rennen der letzten drei Weltcupstationen, konnte aber ebenso wie zum Auftakt der Saison 2007/08 nicht in die Punkteränge laufen. Im ersten Rennen 2007/08, einem Einzel in Kontiolahti, verpasste er die Weltcupränge als 31. nur um eine Position. Diesen 30. Rang schaffte er beim Sprintrennen von Hochfilzen. Im Einzel von Pokljuka konnte er mit Rang 26. seine beste Platzierung bis dato erreichen. Bei den Biathlon-Weltmeisterschaften 2008 in Östersund wurde Jay in der Mixed-Staffel eingesetzt und belegte mit dieser Rang sieben.
Bei den Sommerbiathlon-Weltmeisterschaften 2008 in Haute-Maurienne verpasste Jay als Vierter knapp eine Medaille im Sprint, in der Verfolgung wurde er Neunter. Seinen endgültigen Durchbruch in die erweiterte Weltspitze schaffte Jay in der Saison 2008/09. Bis zu den Biathlon-Weltmeisterschaften 2009 in Pyeongchang erzielte er mit drei Top-20-Platzierungen seine bis dahin besten Weltcup-Ergebnisse, darunter einen zehnten Platz in der Verfolgung von Hochfilzen. Bei der WM in Südkorea wurde Jay in vier Rennen eingesetzt. Im Sprint wurde er 43., 39. der Verfolgung sowie 23. des Einzels. In der Staffel verpasste der Franzose als Startläufer mit Vincent Defrasne, Martin und Simon Fourcade als Vierter knapp eine Medaille. Nach der Weltmeisterschaft gewann Jay überraschend das erste Rennen, ein Einzel in Vancouver, vor den ebenfalls überraschenden Zweit- und Drittplatzierten Daniel Böhm und Jeremy Teela. Bei den Olympischen Spielen 2010 in Vancouver wurde Jay Olympiasieger im 10 km Sprint. In der anschließenden Verfolgung erreichte er den dritten Platz. Für seine Erfolge wurde er im Sommer des Jahres als Ritter der Ehrenlegion ausgezeichnet.
Auch national war Jay sehr erfolgreich. 2009 gewann er den Titel im Massenstart und wurde Vize-Meister mit der Mixed-Staffel. Bei den Französischen Meisterschaften 2010 gewann Jay den Titel im Massenstart und wurde Vizemeister mit der Mixed-Staffel.
Während des Weltcups in Hochfilzen im Dezember 2012 erklärte Vincent Jay überraschend das Ende seiner Karriere. Im Juni 2014 heiratete er die französische Skirennläuferin Marie Marchand-Arvier.

## Biathlon-Weltcup-Platzierungen
Die Tabelle zeigt alle Platzierungen (je nach Austragungsjahr einschließlich Olympische Spiele und Weltmeisterschaften).
- 1.–3. Platz: Anzahl der Podiumsplatzierungen
- Top 10: Anzahl der Platzierungen unter den ersten zehn (einschließlich Podium)
- Punkteränge: Anzahl der Platzierungen innerhalb der Punkteränge (einschließlich Podium und Top 10)
- Starts: Anzahl gelaufener Rennen in der jeweiligen Disziplin
- Staffel: inklusive Mixed- und Single-Mixed-Staffeln

| Platzierung | Einzel | Sprint | Verfolgung | Massenstart | Staffel | Gesamt |
| ----------- | ------ | ------ | ---------- | ----------- | ------- | ------ |
| 1. Platz    | 1      | 1      |            |             | 2       | 4      |
| 2. Platz    |        |        |            |             | 4       | 4      |
| 3. Platz    |        |        | 2          |             | 4       | 6      |
| Top 10      | 4      | 3      | 3          | 5           | 20      | 35     |
| Punkteränge | 13     | 23     | 17         | 12          | 22      | 87     |
| Starts      | 20     | 51     | 24         | 12          | 22      | 129    |